# Zodion erythrurum
Zodion erythrurum är en tvåvingeart som beskrevs av Camillo Rondani 1865. Zodion erythrurum ingår i släktet Zodion och familjen stekelflugor. Inga underarter finns listade i Catalogue of Life.